# Acanthoderes lacrymans
Acanthoderes lacrymans là một loài bọ cánh cứng trong họ Cerambycidae.